# Azeb Mesfin
Azeb Mesfin Haile là góa phụ của Thủ tướng Ethiopia, ông Meles Zenawi. Bà là người sáng lập và người bảo trợ của tổ chức Sáng kiến Quốc gia về Sức khỏe Tâm thần Ethiopia. Đầu năm 2009, bà được giám đốc Abadi Zemu bổ nhiệm làm Giám đốc điều hành của Quỹ hỗ trợ phục hồi chức năng của Tigray bởi người đứng đầu Abadi Zemu.

## Sự nghiệp
Azeb sinh ra ở Welkait, là hôn phu của Thủ tướng Ethiopia Meles Zenawi. Họ có ba đứa con: Semhal, Marda và Senay Meles. Năm 2005, Bà đã được bầu vào Hạ viện Quốc hội Ethiopia và giữ chức Chủ tịch Ủy ban Thường vụ Xã hội. Vai trò của bà gây tranh cãi với một số thành viên của cộng đồng người di cư (diaspora) ở Ethiopia. Họ cho rằng, trong thời gian bà làm giám đốc điều hành Mega Corporation, bà đã dính líu đến "tiêu cực giữa các doanh nghiệp cộng đồng, doanh nghiệp tư nhân và doanh nghiệp thuộc sở hữu của đảng.
Azeb còn được biết tới nhờ nỗ lực nâng cao hiểu biết của người dân ở các vùng nông thôn trên Ethiopia về đại dịch HIV/AIDS. Bà xuất hiện tại một buổi lễ đặc biệt tôn vinh các Đệ nhất phu nhân ở châu Phi vì những nỗ lực của họ chống lại sự lây lan của HIV/AIDS do trường Đại học Georgetown, Washington DC tổ chức ngày 15 tháng 1 năm 2007. Trường đã trao tặng giải thưởng John Thompson Legacy of a Dream cho Tổ chức Đệ nhất phu nhân châu Phi trong nỗ lực chống lại HIV/AIDS.
Azeb thành lập tổ chức Liên minh Phụ nữ chống HIV/AIDS ở Ethiopia và tiếp tục hợp tác chặt chẽ với các nhà lãnh đạo cộng đồng để đảm bảo quyền của phụ nữ, chống lại các hủ tục. Bà đã coi giải thưởng mà bà nhận được không chỉ tôn vinh tổ chức mà còn cho toàn bộ phụ nữ Ethiopia. Bà tuyên bố rằng giải thưởng là kết quả của cuộc đấu tranh không ngừng nghỉ của phụ nữ Ethiopia